# Parmigiana di melanzane

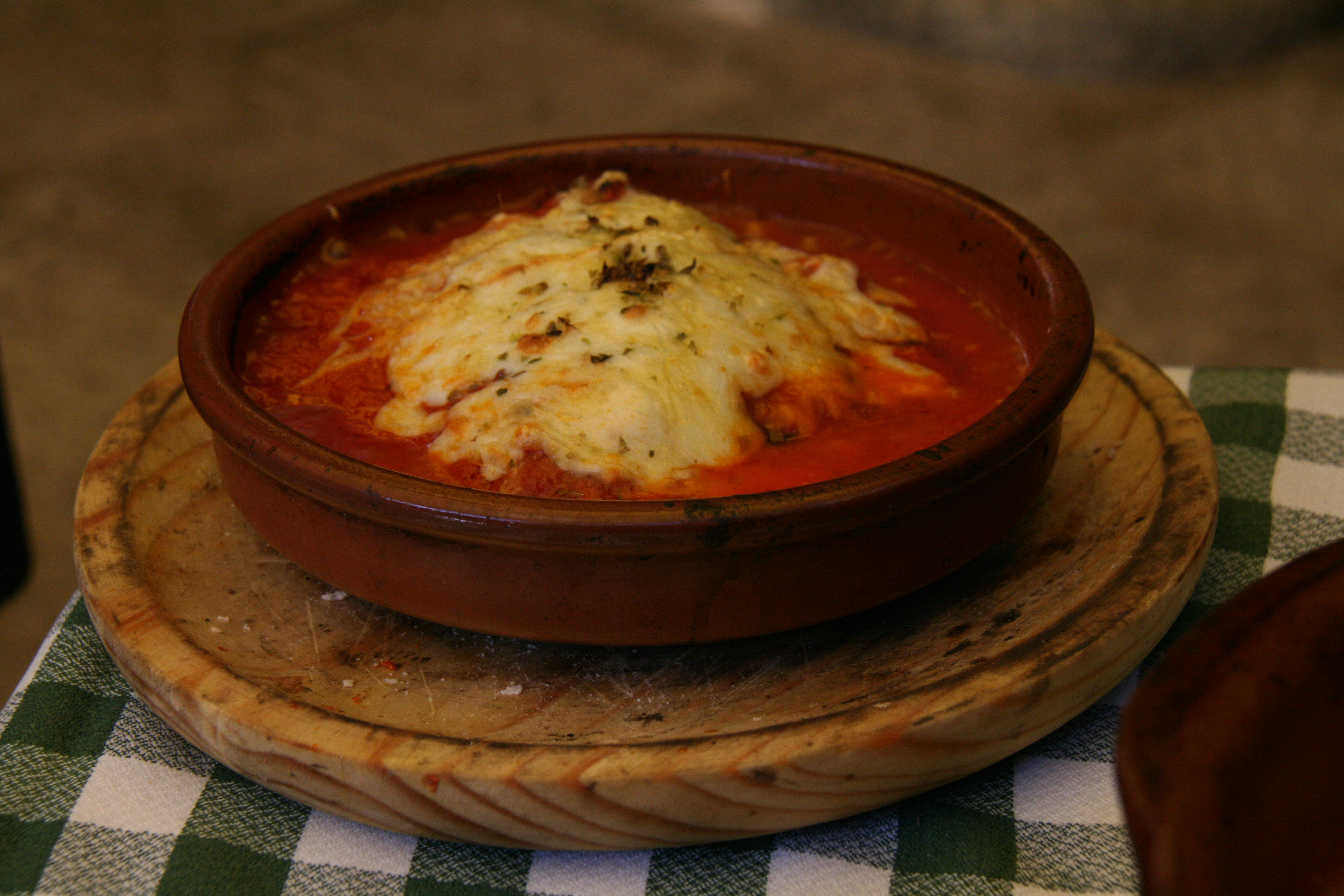
Plato de parmigiana di melanzane.

La parmigiana de berenjenas (melanzane in italiano), también conocida como berenjenas a la parmigiana, berenjenas a la parmesana o sencillamente parmigiana, es un plato típico de Nápoles y de Italia meridional.
Es como una lasaña hecha de berenjenas, con queso rallado, salsa de tomate y hojas de albahaca. Este plato suele llevar mozzarella, mientras que las variantes siliciana y apuliana suelen llevar queso pecorino (queso de oveja curado) rallado. El plato es muy típico en las familias del Sur de Italia, se suele servir caliente, aunque sea también muy apreciado a temperatura ambiente.

## Características
Las berenjenas, el ingrediente principal, son cortadas en rodajas de casi medio centímetro de espesor, se hacen fritas, a la plancha o al horno. Las rodajas se disponen en distintas capas como en la lasaña, alternando entre estas capas, queso y salsa de tomate.